# Bad Emstal
Bad Emstal è un comune tedesco di 5 967 abitanti, situato nel land dell'Assia.